# Blanquefort (Gironde)
Blanquefort ist eine französische Stadt im Département Gironde in der Region Nouvelle-Aquitaine. 

## Geografie
Blanquefort liegt nordwestlich von Bordeaux und wird vom Fluss Jalle durchquert. Sie liegt im Arrondissement Bordeaux und gehört zum Kanton Les Portes du Médoc. Blanquefort hat 16.786 Einwohner (Stand 1. Januar 2022).
Bevölkerungsentwicklung
| Jahr      | 1962  | 1968  | 1975  | 1982  | 1990   | 1999   | 2009   | 2017   |
| Einwohner | 4.017 | 4.671 | 6.918 | 9.972 | 12.843 | 13.901 | 14.623 | 15.833 |

## Sehenswürdigkeiten

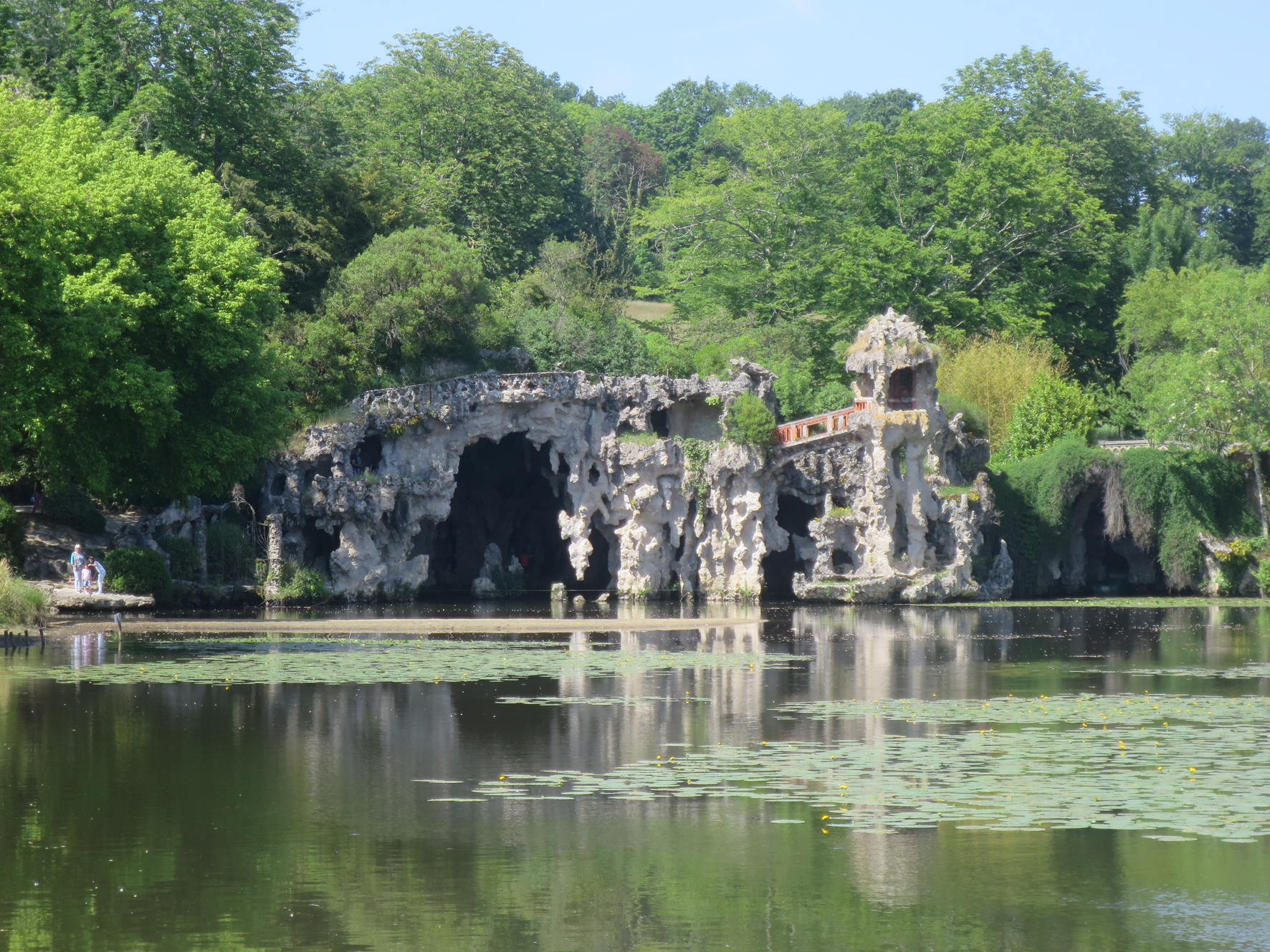
See und Grotte des Parc de Majolan

- Die Kirche Saint-Martin, wurde 1806–1816 erbaut; der Turm ist nach Blitzschlag 1823 abgebrannt und 1827 wiederhergestellt worden.
- Die Kirche Saint-Joseph im Gemeindeteil Caychac wurde 1867/68 erbaut.
- Die Burgruine Blanquefort stammt aus dem 11. bis 15. Jahrhundert.
- Das Schloss Dillon stammt aus dem 17./18. Jahrhundert. Seit 1984 ist es Monument historique.
- Das Schloss Dulamon wurde um 1870 erbaut.
- Der Parc de Majolan mit einer gigantischen Grottenanlage und einem großen See als Mittelpunkt wurde Ende des 19. Jahrhunderts angelegt. Er hat eine Fläche von 20 Hektar.
- Schloss Fongravey wurde um 1780 im Stil einer italienischen Villa errichtet und in späteren Jahrhunderten verändert.
- Das ursprünglich aus dem 16. Jahrhundert stammende Schloss Breillan wurde im 20. Jahrhundert im Stil der Neugotik verändert.
- Das Schloss Saint-Ahon stammt aus dem 19. Jahrhundert.
- Das Schloss Le Dehez diente mehreren Mitgliedern des Parlements von Bordeaux als Zweitwohnsitz.

Siehe auch: Liste der Monuments historiques in Blanquefort (Gironde)

## Persönlichkeiten
Die adlige Familie Blanchefort stammt aus Blanquefort.
- Emmanuel Dupaty (1775–1851), Mitglied der Académie française, geboren in Blanquefort

## Infrastruktur
Die Gemeinde wird durch Buslinien der TBC erschlossen. Der Bahnhof von Blanquefort wird von der Bahnstrecke Bordeaux-St-Louis–Pointe de Grave bedient und bildet gleichzeitig die nördliche Endstation der Straßenbahnlinie C der Straßenbahn Bordeaux.

## Wirtschaft
Bis 2019 betrieb Ford Aquitaine Industries in Blanquefort ein Werk zur Getriebeproduktion. 2006 hatte es etwa 1550 Mitarbeiter und 2019 noch 850.